# 瑟姆納
瑟姆納（挪威語：Sømna）是挪威諾爾蘭郡的一個市镇，行政中心为维克村。市镇面积为195.19平方公里，2023年人口数量为1,970人。